# Liste der Einträge im National Register of Historic Places im Lauderdale County (Mississippi)
Diese Liste der Einträge im National Register of Historic Places im Lauderdale County (Mississippi) enthält alle im Lauderdale County, Mississippi in das National Register of Historic Places eingetragenen Gebäude, Bauwerke, Objekte, Stätten oder historischen Distrikte.
Diese Liste entspricht dem Bearbeitungsstand des National Park Service/National Register of Historic Places vom 25. Oktober 2024.

## Legende
| NRHP | Historic Place             |
| HD   | National Historic District |

## Aktuelle Einträge
| [ 2 ] | Name                                                      | Bild                                                      | Eintragsdatum                 | Lage | Ort         | Beschreibung |
| ----- | --------------------------------------------------------- | --------------------------------------------------------- | ----------------------------- | --- | ----------- | ------------ |
| 1     | Beth Israel Cemetery                                      | weitere Bilder                                            | 22. März 1989 ID-Nr. 89000169 | 19th St. und 5th Ave. 32° 22′ 38″ N, 88° 40′ 57″ W                                                                                 | Meridian    |              |
| 2     | Cahn-Crawford House                                       | Cahn-Crawford House                                       | 18. Dez. 1979 ID-Nr. 79003384 | 1200 22nd Ave. 32° 22′ 7″ N, 88° 42′ 1″ W                                                                                          | Meridian    |              |
| 3     | Carnegie Branch Library                                   |                                                           | 18. Dez. 1979 ID-Nr. 79003385 | 2721 13th St. 32° 22′ 10″ N, 88° 42′ 23″ W                                                                                         | Meridian    |              |
| 4     | Causeyville Historic District                             | weitere Bilder                                            | 2. Jan. 1986 ID-Nr. 86000058  | Meridian–Causeyville Rd. 32° 15′ 30″ N, 88° 33′ 46″ W                                                                              | Causeyville |              |
| 5     | Coosha                                                    |                                                           | 21. Nov. 1978 ID-Nr. 78001608 | Adresse nicht veröffentlicht | Lizelia     |              |
| 6     | Dabney-Green House                                        | Dabney-Green House                                        | 18. Dez. 1979 ID-Nr. 79003386 | 1017 22nd Ave. 32° 22′ 3″ N, 88° 42′ 2″ W                                                                                          | Meridian    |              |
| 7     | Dement Printing Company                                   | weitere Bilder                                            | 18. Dez. 1979 ID-Nr. 79003387 | 2002 6th St. 32° 21′ 55″ N, 88° 41′ 57″ W                                                                                          | Meridian    |              |
| 8     | East End Historic District                                | East End Historic District                                | 21. Aug. 1987 ID-Nr. 87000470 | zwischen der 18th St., 11th Ave., 14th St., 14th Ave., 5th St. und 17th Avenue 32° 22′ 20″ N, 88° 41′ 28″ W                        | Meridian    |              |
| 9     | Elson-Dudley House                                        | Elson-Dudley House                                        | 18. Dez. 1979 ID-Nr. 79003390 | 1101 29th Ave. 32° 22′ 4″ N, 88° 42′ 27″ W                                                                                         | Meridian    |              |
| 10    | First Presbyterian Church of Meridian                     | First Presbyterian Church of Meridian                     | 18. Dez. 1979 ID-Nr. 79003391 | 911 23rd Ave. 32° 21′ 59″ N, 88° 42′ 6″ W                                                                                          | Meridian    |              |
| 11    | Grand Opera House                                         | weitere Bilder                                            | 27. Dez. 1972 ID-Nr. 72000696 | 2208 5th St. 32° 22′ 21″ N, 88° 42′ 2″ W                                                                                           | Meridian    |              |
| 12    | Highland Park                                             | weitere Bilder                                            | 28. Feb. 1979 ID-Nr. 79001325 | zwischen der 15th, 19th Street und der 37th und 47th Avenue 32° 22′ 28″ N, 88° 43′ 4″ W                                            | Meridian    |              |
| 13    | Highland Park Dentzel Carousel and Shelter Building       | weitere Bilder                                            | 27. Feb. 1987 ID-Nr. 87000863 | Highland Park 32° 22′ 34″ N, 88° 43′ 5″ W                                                                                          | Meridian    |              |
| 14    | Highlands Historic District                               | weitere Bilder                                            | 21. Aug. 1987 ID-Nr. 87000467 | 15th St., 34th Ave., 5th St., 19th St. und 36th Avenue 32° 22′ 29″ N, 88° 42′ 41″ W                                                | Meridian    |              |
| 15    | Lacy Homestead                                            |                                                           | 19. Juli 2007 ID-Nr. 07000747 | Adresse nicht veröffentlicht | Toomsuba    |              |
| 16    | Lamar Hotel                                               | Lamar Hotel                                               | 18. Dez. 1979 ID-Nr. 79003393 | 410 21st St. 32° 21′ 52″ N, 88° 41′ 54″ W                                                                                          | Meridian    |              |
| 17    | Alex Loeb Building                                        | weitere Bilder                                            | 18. Dez. 1979 ID-Nr. 79003394 | 2115 5th St. 32° 21′ 51″ N, 88° 41′ 56″ W                                                                                          | Meridian    |              |
| 18    | Masonic Temple                                            | Masonic Temple                                            | 18. Dez. 1979 ID-Nr. 79003395 | 1220 26th Ave. 32° 22′ 10″ N, 88° 42′ 15,8″ W                                                                                      | Meridian    |              |
| 19    | McLemore Cemetery                                         | weitere Bilder                                            | 18. Dez. 1979 ID-Nr. 79003396 | 601 16th Ave. 32° 22′ 3″ N, 88° 41′ 41″ W                                                                                          | Meridian    |              |
| 20    | Meridian Downtown Historic District                       | weitere Bilder                                            | 16. Jan. 2007 ID-Nr. 06001249 | 26th Ave., 18th Ave., 6th St. und Front Street 32° 21′ 50″ N, 88° 41′ 59,3″ W                                                      | Meridian    |              |
| 21    | Meridian Museum of Art                                    | weitere Bilder                                            | 18. Dez. 1979 ID-Nr. 79003397 | 628 25th Ave. 32° 21′ 49″ N, 88° 42′ 11,9″ W                                                                                       | Meridian    |              |
| 22    | Meridian Senior High School and Junior College            | weitere Bilder                                            | 29. Mai 2014 ID-Nr. 14000275  | 2320 32nd St. 32° 23′ 26,5″ N, 88° 42′ 7,3″ W                                                                                      | Meridian    |              |
| 23    | Meridian Urban Center Historic District                   | Meridian Urban Center Historic District                   | 18. Dez. 1979 ID-Nr. 79003732 | 21st und 25th Avenue, 6th Street und die ehemalige Eisenbahnstrecke der Gulf, Mobile and Ohio Railroad 32° 21′ 47″ N, 88° 42′ 1″ W | Meridian    |              |
| 24    | Meridian Waterworks Pumping Station and Clear Water Basin | Meridian Waterworks Pumping Station and Clear Water Basin | 26. Juli 1989 ID-Nr. 89000931 | B St. und 17th Ave. 32° 21′ 43″ N, 88° 41′ 30″ W                                                                                   | Meridian    |              |
| 25    | Merrehope                                                 | weitere Bilder                                            | 9. Dez. 1971 ID-Nr. 71000455  | 905 31st Ave. 32° 22′ 1″ N, 88° 43′ 35″ W                                                                                          | Meridian    |              |
| 26    | Merrehope Historic District                               | weitere Bilder                                            | 19. Sep. 1988 ID-Nr. 88000973 | 33rd Ave., 30th Ave., 14th St., 25th Ave. und 8th Street 32° 22′ 5″ N, 88° 42′ 26″ W                                               | Meridian    |              |
| 27    | Mid-Town Historic District                                | Mid-Town Historic District                                | 21. Aug. 1987 ID-Nr. 87000463 | 23rd Ave., 15th St., 28th Ave. und 22nd Street 32° 22′ 38″ N, 88° 42′ 7″ W                                                         | Meridian    |              |
| 28    | Municipal Building                                        | weitere Bilder                                            | 18. Dez. 1979 ID-Nr. 79003399 | 601 24th Ave. 32° 21′ 49″ N, 88° 42′ 7,9″ W                                                                                        | Meridian    |              |
| 29    | Niolon Building                                           | Niolon Building                                           | 18. Dez. 1979 ID-Nr. 79003400 | 718 23rd Ave. 32° 21′ 53″ N, 88° 42′ 5″ W                                                                                          | Meridian    |              |
| 30    | Old Terminal Building, Hangar and Powerhouse at Key Field | weitere Bilder                                            | 7. Juli 2003 ID-Nr. 03000587  | 2525 U.S. Route 11 in Mississippi 32° 20′ 14″ N, 88° 44′ 33″ W                                                                     | Meridian    |              |
| 31    | Pigford Building                                          | Pigford Building                                          | 18. Dez. 1979 ID-Nr. 79003401 | 818 22nd Ave. 32° 21′ 56″ N, 88° 42′ 0″ W                                                                                          | Meridian    |              |
| 32    | Poplar Springs Road Historic District                     | weitere Bilder                                            | 21. Aug. 1987 ID-Nr. 87000461 | 29th St., 23rd Ave., 22nd St. und 29th Avenue 32° 23′ 5″ N, 88° 42′ 11″ W                                                          | Meridian    |              |
| 33    | Porter-Crawford House                                     | Porter-Crawford House                                     | 18. Dez. 1979 ID-Nr. 79003402 | 1208 22nd Ave. 32° 22′ 9″ N, 88° 42′ 1″ W                                                                                          | Meridian    |              |
| 34    | St. Patrick Catholic Church                               | St. Patrick Catholic Church                               | 18. Dez. 1979 ID-Nr. 79003403 | 2614 Davis St. 32° 21′ 48″ N, 88° 42′ 17″ W                                                                                        | Meridian    |              |
| 35    | The Simmons & Wright Company                              | The Simmons & Wright Company                              | 13. März 2008 ID-Nr. 08000198 | 5493 U.S. Route 11 und U.S. Route 80 32° 25′ 28″ N, 88° 26′ 20″ W                                                                  | Kewanee     |              |
| 36    | Standard Drug Company                                     | Standard Drug Company                                     | 7. Dez. 1989 ID-Nr. 89002050  | 601 25th Ave. 32° 21′ 46″ N, 88° 42′ 11,9″ W                                                                                       | Meridian    |              |
| 37    | Stevenson Primary School                                  | Stevenson Primary School                                  | 18. Dez. 1979 ID-Nr. 79003405 | 1015 25th Ave. 32° 22′ 1″ N, 88° 42′ 14″ W                                                                                         | Meridian    |              |
| 38    | Stuckey's Bridge                                          | weitere Bilder                                            | 16. Nov. 1988 ID-Nr. 88002415 | über den Chunky River, an der Landstraße 32° 15′ 20″ N, 88° 51′ 19″ W                                                              | Meridian    |              |
| 39    | Temple Theater                                            | weitere Bilder                                            | 18. Dez. 1979 ID-Nr. 79003407 | 2318 8th St. 32° 21′ 54″ N, 88° 42′ 9″ W                                                                                           | Meridian    |              |
| 40    | Threefoot Building                                        | weitere Bilder                                            | 18. Dez. 1979 ID-Nr. 79003408 | 601 22nd Ave. 32° 21′ 52″ N, 88° 42′ 2″ W                                                                                          | Meridian    |              |
| 41    | Union Hotel                                               | Union Hotel                                               | 18. Dez. 1979 ID-Nr. 79003409 | 2000 Front St. 32° 21′ 50″ N, 88° 41′ 50″ W                                                                                        | Meridian    |              |
| 42    | Union Station Historic District                           | weitere Bilder                                            | 18. Dez. 1979 ID-Nr. 79003731 | 18th und 19th Aves., 5th Street und die ehemalige Eisenbahnstrecke der Gulf, Mobile and Ohio Railroad 32° 21′ 54″ N, 88° 41′ 46″ W | Meridian    |              |
| 43    | US Post Office and Courthouse                             | weitere Bilder                                            | 17. Mai 1984 ID-Nr. 84002236  | 2100 9th St. 32° 21′ 59″ N, 88° 41′ 59″ W                                                                                          | Meridian    |              |
| 44    | US Sugar Crop Field Station                               | US Sugar Crop Field Station                               | 11. Jan. 1991 ID-Nr. 90002124 | Sonny Montgomery Industrial Parkway und Peavy Drive 32° 24′ 41″ N, 88° 36′ 43,9″ W                                                 | Meridian    |              |
| 45    | Wechsler School                                           | weitere Bilder                                            | 15. Juli 1991 ID-Nr. 91000880 | 1415 30th Ave. 32° 22′ 17″ N, 88° 42′ 33″ W                                                                                        | Meridian    |              |
| 46    | West End Historic District                                | weitere Bilder                                            | 21. Aug. 1987 ID-Nr. 87000459 | 7th St., 28th Ave., Shearer's Branch und 5th Street 32° 21′ 46″ N, 88° 42′ 29″ W                                                   | Meridian    |              |